# Большой Алтай

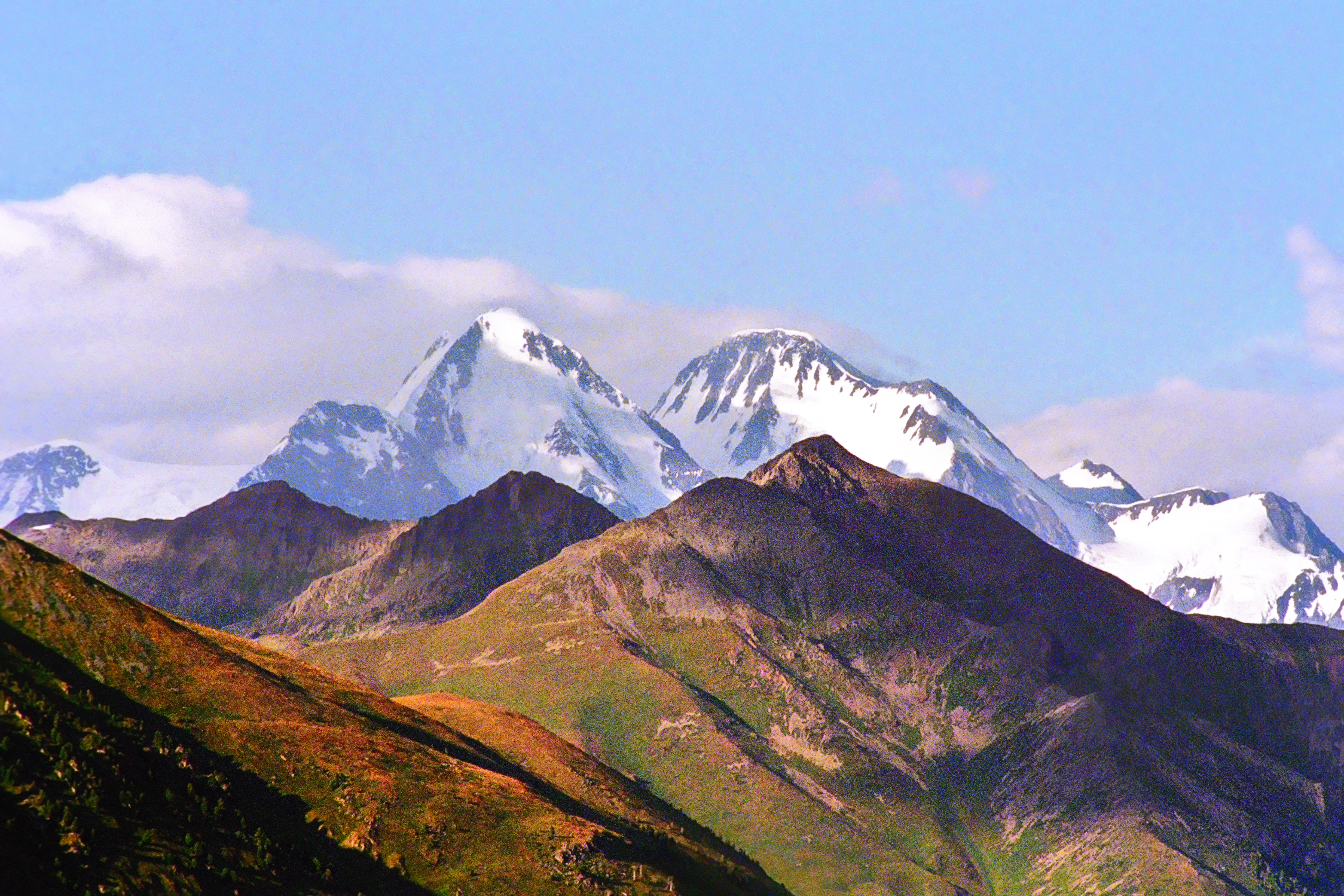
Высшая точка Алтая гора Белуха (4509 м) со стороны Казахстана.

Большой Алтай — географическая территория в пределах Алтайских гор, а также проект сотрудничества приграничных регионов России, Монголии, Китая и Казахстана и международный туристско-спортивный фестиваль в его рамках.

## МКС «Наш общий дом Алтай»
Международный координационный совет «Наш общий дом − Алтай» (МКС) является постоянно действующим с 2000 года объединением представителей региональной и законодательной власти, гражданского общества и учёных приграничных территорий Алтайского края и Республики Алтай в России, Баян-Ульгийского и Ховдского аймаков Монголии, Восточно-Казахстанской области Казахстана и Синьцзян-Уйгурского автономного района КНР.

## Фестиваль
Международный туристско-спортивный фестиваль проводится раз в два года на территории регионов Большого Алтая в природных условиях (без стадионов, спортзалов и снарядов). Он стартовал в 2013 году в Монголии, в 2015 году эстафету принял Китай, в 2017 должен принять Казахстан, а в России он пройдёт в 2019 году в Алтайском крае.
В программу входят соревнования по пешеходному, водному, конному, авто-, мото-, вело-туризму, рафтингу, альпинизму, скалолазанию, рыболовному спорту, парапланеризму, спортивному ориентированию, перетягиванию каната, национальным видам спорта; культурная программа.
Фестиваль проводится под эгидой Международного координационного совета «Наш общий дом — Алтай» при поддержке со стороны губернатора Алтайского края Александра Карлина, губернатора Ховдского аймака Г. Нямдаваа и президента Федерации спортивного туризма Алтайского края Евгения Горбика.
Целью фестиваля является развитие международного партнерства приграничных административно-территориальных образований Казахстана, Китая, Монголии и России, входящих в МКС «Наш общий дом — Алтай» в сфере туризма.